# Kaijū Daisensō
Kaijū Daisensō (怪獣大戦争?) (literalmente Gran guerra de monstruos), en España: Los monstruos invaden la Tierra, en México: La invasión de los astromonstruos, es una película de fantasía y ciencia ficción japonesa de 1965 dirigida por Ishirō Honda. Es la sexta película de Godzilla, tercera de Rodan y segunda de King Ghidorah.
Marca la primera aparición del espacio cósmico como un lugar de acción en las películas de Godzilla.

## Argumento
En los años sesenta dos astronautas, Glenn y Fuji, son enviados a un planeta misterioso llamado el Planeta X para investigar su superficie. Allí encuentran a una civilización de alienígenas humanoides (llamados los Xiliens) muy avanzada, dirigida por uno llamado El Controlador. Pronto todos son atacados por un monstruo llamado por los alienígenas el Monstruo Cero y reconocido por los terrícolas como King Ghidorah. El ataque finalmente cesa, pero El Controlador explica que seguro se repetirá, ya que la civilización es atacada continuamente por el monstruo, por esto los Xiliens viven bajo la tierra en el temor constante. El Controlador les pide a los astronautas que la Tierra les prestase a los Xiliens los monstruos Godzilla y Rodan (en el Planeta X llamados el Monstruo Uno y el Monstruo Dos).
Mientras tanto, en la Tierra, un inventor llamado Tetsuo diseña una alarma que emite un sonido eléctrico ensordecedor. La vende a una empresaria llamada Namikawa, pero ésta desaparece antes de pagar. Tetsuo está enamorado de Haruno, la hermana de Fuji, pero éste no aprueba su relación acusando a Tetsuo de ser un estafador. Tetsuo ve a Namikawa con Glenn y la sigue, pero lo capturan y encarcelan los espías de los Xiliens.
Glenn y Fuji empiezan a preocuparse de que los Xilien tienen unas segundas intenciones. Sus sospechas son confirmadas al ver tres naves espaciales Xilien alterando el espacio aéreo japonés. Sin embargo, El Controlador pide perdón por venir a la Tierra sin permiso. Los alienígenas se llevan Godzilla y Rodan consigo al Planeta X. Se llevan también a Glenn, Fuji y un científico (llamado Sakurai). Tras un corto combate los monstruos Uno y Dos ahuyentan al Monstruo Cero. Mientras tanto Glenn y Fuji se escabullen y encuentran a dos mujeres Xilien, ambas con el aspecto igual al de Namikawa. Los pillan los Xiliens y llevan a con El Controlador. El Controlador les da la reprimenda pero decide no castigarles. Los terrícolas a cambio de los monstruos reciben una cinta con las instrucciones para crear una cura milagrosa. Regresan a la Tierra dejando Godzilla y Rodan atrás. La cinta la escuchan los líderes mundiales, pero en vez de las instrucciones farmacéuticas y químicas oyen las órdenes de rendirse. Si no lo hacen la Tierra será invadida por los monstruos Cero, Uno y Dos, que se encuentran bajo el control de los Xiliens.
Glenn entra forzosamente en la oficina de Namikawa y la encuentra vestida de la ropa Xilien. Ella admite que es una de los espías Xilien, pero también que se ha enamorado de él. Llega su comandante para encarcelar a Glenn y ejecutar a Namikawa por dejar que los sentimientos anublen su sentido común. Antes de ser ejecutada Namikawa logra meter en el bolsillo de Glenn una nota sin darse cuenta su comandante. Glenn es llevado a la misma cárcel que Tetsuo. Leen la carta de la chica, donde explica que el sonido de la máquina inventada por Tetsuo puede alterar los artilugios de los Xiliens. Tetsuo lleva consigo el prototipo de la máquina, la activa provocando la caída de los guardas Xilien y logra escapar con Glenn de la celda.
Sakurai y Fuji construyen un aparato que irá a destruir el control de los Xiliens sobre los monstruos. Llegan Glenn y Tetsuo y comparten con ellos la información sobre la debilidad de los Xiliens. Al atacar los monstruos, Sakurai activa su aparato y el sonido del artilugio de Tetsuo es trasmitido a través de las radios. La invasión es parada y los Xiliens se destruyen a sí mismos masivamente, ya que no pueden luchar más ni rendirse. Los monstruos se despiertan del trance e inician pelea entre sí. Los tres caen desde un acantilado. King Ghidorah les deja y vuela lejos.
Fuji reconoce el rol de Tetsuo en la victoria de la Tierra y deja de pensar en él negativamente. Sakurai quiere enviar a Glenn y Fuji al Planeta X para examinarlo (o para que sean allí embajadores de la Tierra). Los astronautas se niegan. Al fin, todos se alegran de que la Tierra está a salvo.

## Reparto
- Nick Adams como el astronauta Glenn;
- Akira Takarada como el astronauta Fuji;
- Kumi Mizuno como Namikawa;
- Jun Tazaki como el doctor Sakurai;
- Akira Kubo como Tetsuo Torii;
- Keiko Sawai como Haruno Fuji;
- Yoshio Tsuchiya como el Controlador del Planeta X;
- Takamaru Sasaki como el líder del Consejo de la Tierra;
- Gen Shimizu como el ministro de Defensa;
- Yoshifumi Tajima como el General;
- Nadao Kirino como el soldado Aide;
- Kenzo Tabu como el comandante del Planeta X, la Unidad "Tierra";
- Koji Uno como el socio de Namikawa;
- Somesho Matsumoto como el monje budista;
- Haruo Nakajima como Godzilla;
- Masaki Shinohara como Rodan;
- Shoichi Hirose como King Ghidorah.

## Producción
Durante el alboroto de Godzilla y Rodan sobre la ciudad se utilizan imágenes de la película Rodan de 1956, especialmente las escenas en que sopla sobre un tren y genera un huracán con sus alas.

## Títulos
- Los monstruos invaden la Tierra - el título oficial en España;
- La invasión de los astromonstruos - el título oficial en México;
- 怪獣大戦争 - el título oficial japonés;
- Kaijū Daisensō - la transcripción del título oficial japonés;
- La gran guerra de los monstruos - la traducción del título oficial japonés;
- Invasion of the Astro-Monsters - el título original de producción en inglés (UK Home Video);
- Invasion of the Astros - el título americano de los años sesenta;
- Monster Zero - el título americano durante el estreno del 1970;
- The Great Monster War: King Ghidorah vs. Godzilla - el título de la reemisión en el Festival de los Campeones de Toho;
- Godzilla vs. Monster Zero - título americano del 1982;
- Invasion of Astro-Monster - el actual título oficial en Estados Unidos y el título oficial de Toho en inglés.